# Casse-cou, mademoiselle
Pour plus de détails, voir Fiche technique et Distribution.
Casse-cou, mademoiselle (également distribué sous le titre Ah ! quel coureur) est un film d'action romantique français, réalisé par Christian Stengel, sorti en 1955.

## Fiche technique
- Titre : Casse-cou, mademoiselle (également Ah ! quel coureur)
- Réalisation : Christian Stengel, assisté de Jean-Pierre Decourt
- Scénario et dialogues : Alain Térouanne, Jacques Emmanuel, Alain Ivergny, Christian Stengel
- Décors : Robert Hubert
- Photographie : Marcel Grignon
- Son : Julien Coutellier
- Musique : Jean Marion
- Montage : Maurice Serein
- Société de production : L'Écran français, Équipe technique de productions cinématographiques (E.T.P.C.)
- Format : Noir et blanc - 1,37:1 - 35 mm - Son mono
- Pays d'origine :  France
- Durée : 80 minutes
- Date de sortie : France - 1er juin 1955, Paris

## Distribution
- Raymond Bussières : Robert, employé dans un manège de stock-cars, qui rêve de devenir coureur automobile
- Marthe Mercadier : Gisèle Evrard, la fille d'un constructeur automobile, employée dans l'usine de son père, dont Robert tombe amoureux
- Albert Préjean : Evrard, son père, un constructeur automobile
- Pierre Mondy : Marchand
- Jacqueline Joubert : Madame Evrard
- Rosy Varte : la collègue
- Robert Dalban : le motard
- Paul Demange : le balayeur
- Maryse Martin
- René Génin
- Roger Rafal
- Albert Michel
- Madeleine Barbulée
- Charles Bouillaud
- Jean Ozenne
- Georges Hubert
- Robert Maufras
- Gaston Orbal
- Edwige Bart